# اسم النطاق المؤهل المكتمل
اسم النطاق المؤهل بالكامل (بالإنجليزية: Fully Qualified Domain Name اختصاراً FQDN)‏، هو الاسم الكامل لجهاز كمبيوتر معين أو مضيف معين على شبكة الإنترنت، يحدد كل مراحل النطاق بما في ذلك مجال المستوى الأعلى، وهو تابع لنطاق الجذر الرئيسي (Root).
على سبيل المثال www.somedomain.edu هو اسم نطاق مؤهل بالكامل على شبكة الإنترنت، ان www هو المضيف، ولكن يوجد الملايين من www على الشبكة، somedomain. edu هو اسم النطاق (Domain Name) وهو فريد، لايوجد اسم نطاق آخر مطابق له على الشبكة. ويعتبر.edu هو نطاق المستوى الأعلى.
في مجال ملفات نظام أسماء النطاقات (DNS) اسم النطاق المؤهل بالكامل يتم تحديده بالنقاط المتتابعة، مثلاً: host.domain.com.
إن نطاق جذر الDNS غير مسمى لذلك سيترك مكانه فارغاً، ولهذا فإن أسماء النطاقات تنتهي بالنقطة، على كلٍ العديد من محللات الDNS تعالج اسم النطاق الذي ينتهي بالنقطة على أنه اسم نطاق مؤهل بالكامل، أو تضيف النقطة الأخيرة المطلوبة لجذر شجرة الDNS.
المحللات ستعالج اسم النطاق بدون النقطة الأخيرة على أنه ليس اسم نطاق مؤهل بالكامل وستضيف بشكل تلقائي اسم النطاق الافتراضي للنظام مع النقطة الأخيرة.
مثلاً إذا قام محول بريدي Mx Record [الإنجليزية] بالتحويل إلى host.domain.com بدون النقطة في النهاية فلن يعتبر المفسر ذلك اسم نطاق كامل مؤهل وسوف يضيف اسم النطاق الأب من جديد ليصبح العنوان host.domain.com.domain.com،
أما إذا قام المحول البريدي بالتحويل إلى host فقط بدون النقطة أيضاً فسوف يضيف المفسر.domain.com وبذلك يكون العنوان كامل صحيح host.domain.com.
على كل حال، معظم البرامج والتطبيقات لا تحتاج إضافة هذه النقطة الأخيرة ضمن اسم النطاق أو المخدم لأنها تعالج بشكل تلقائي ضمن مزودات DNS.
بعض التطبيقات مثل مستعرضات الوب، إذا قدمت لها اسم نطاق غير كامل على أنه عنوان إنترنت URL، ولم يستطع المحلل أن يجد النطاق المحدد أو إذا كان واضحاً أنه ليس اسم نطاق مؤهل كامل يقوم بإضافة أكثر النطاقات استخداماً إلى جزء اسم النطاق ويجرب ان كان العنوان الكامل الناتج صالح..